# Johan Jørgen Holst

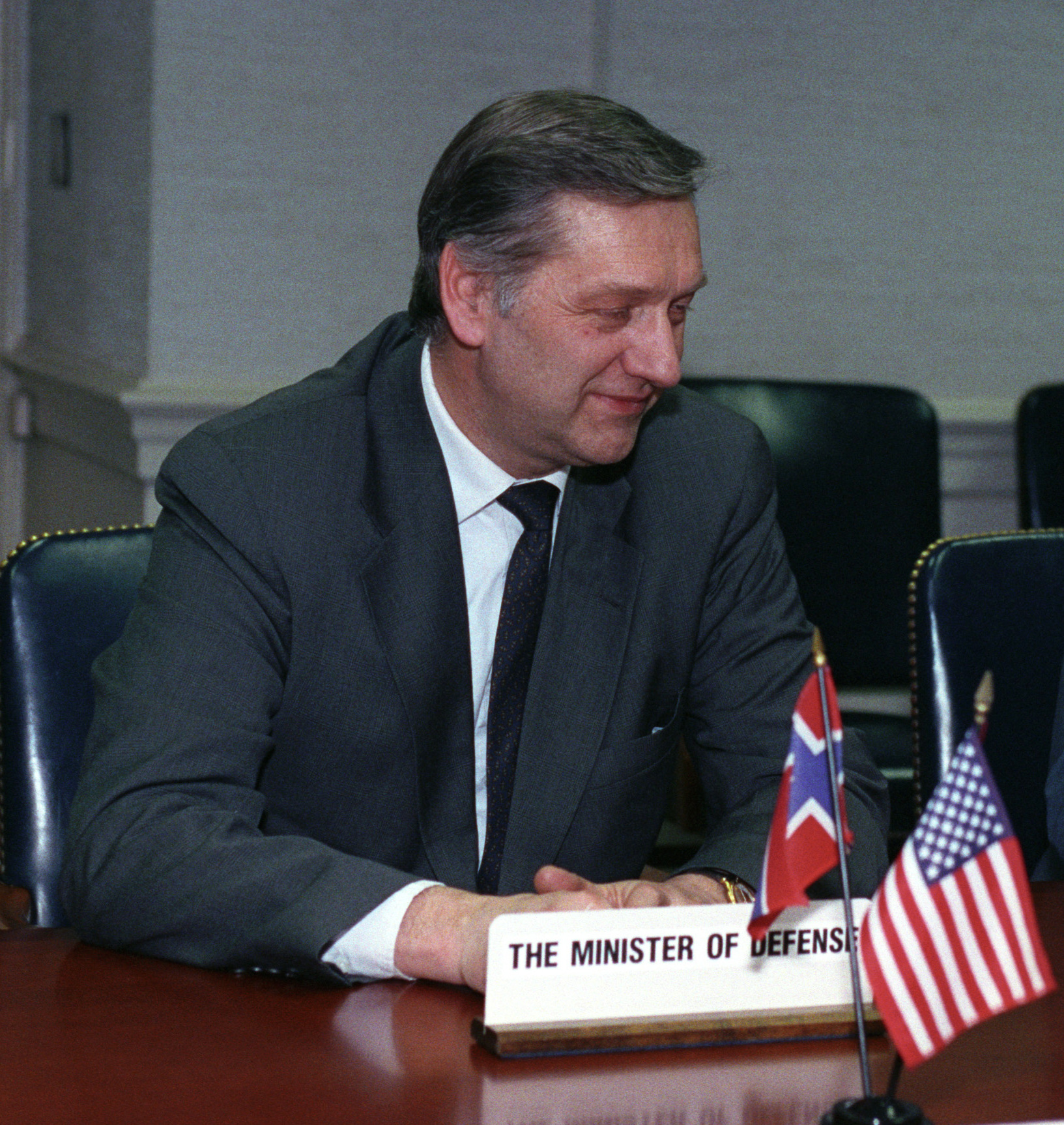
Johan Jørgen Holst im Pentagon, 1993

Johan Jørgen Holst (* 29. November 1937 in Oslo; † 13. Januar 1994 in Nesodden) war ein norwegischer Politiker der Arbeiderpartiet.

## Leben
Holst besuchte die Oslo katedralskole, eine der ältesten und angesehensten Schulen Norwegens, wo er 1956 seinen Abschluss machte. Nach Besuch einer Sprachschule für Russisch besuchte er die Columbia University, wo er 1960 seinen Bachelor machte. 1965 erwarb er einen Magister der Staatswissenschaften an der Universität Oslo.
Von 1981 bis 1986 war Holst Direktor des Norsk Utenrikspolitisk Institutt (NUPI, Norwegisches Institut für Außenpolitik). Von 1986 bis 1989 sowie von 1990 bis 1993 war er norwegischer Verteidigungsminister, von April 1993 bis zu seinem Tod 1994 als Nachfolger Thorvald Stoltenbergs Außenminister Norwegens. Als Außenminister war Holst führend an den Verhandlungen im Oslo-Friedensprozess zwischen Israel und den Palästinensern beteiligt. In der Stadt Gaza wurde ein Park zu seinen Ehren benannt. Holst zeigte sich Israel gegenüber jedoch sehr nachgiebig.
Holsts Frau Marianne Heiberg war eine Schwester von Karin Stoltenberg, so dass Holst ein Schwager seines Nachfolgers Thorvald Stoltenberg und Onkel des späteren Ministerpräsidenten Jens Stoltenberg war.
Im Dezember 1993 erlitt Holst einen leichten Schlaganfall, von dem er sich nicht mehr erholte. Seine Frau meinte später, er habe sich im Friedensprozess zu Tode gearbeitet.
Holst veröffentlichte zahlreiche Arbeiten zur europäischen Sicherheitspolitik, insbesondere in Nordeuropa, sowie zur Thematik der Abrüstung.

## Schriften (Auswahl)
- (Hrsg.): Why ABM. Policy issues in the missile defense controversy. Pergamon Press, New York 1969.
- Norwegian security policy. Options and constraints. In: Cooperation and conflict, Bd. 7 (1972), H. 3-4-, S. 72–126.
- (Hrsg.): Security order and the bomb. Nuclear weapons in the politics and defence planning of non-nuclear weapon states (= Norwegian foreign policy studies, Bd. 5). Universitetsforlaget, Oslo 1972, ISBN 82-00-04600-1.
- (Hrsg.): Five roads to Nordic security (= Norwegian foreign policy studies, Bd. 9). Universitetsforlaget, Oslo 1973, ISBN 82-00-04756-3.
- Lehren der Nahost-Krise von 1973 für das Atlantische Bündnis. Struktur- und Prozedurprobleme im Hinblick auf neuartige Konfliktsituationen. In: Europa-Archiv, Bd. 31 (1976), S. 205–214.
- (Hrsg.): Beyond nuclear deterrence. New aims, new arms. Crane & Russak, New York 1977, ISBN 0-8448-0974-8.
- Verteidigungsplanung und europäische Sicherheitspolitik. Das Spektrum potentieller Konflikte. In: Europa-Archiv, Bd. 33 (1978), S. 281–289.
- Abschreckung und Stabilität im Verhältnis zwischen NATO und Warschauer Pakt. In: Europa-Archiv, Bd. 36 (1981), S. 9–20.
- Norway's search for a nordpolitik. In: Foreign Affairs, Bd. 60 (1981), S. 63–86.
- Bedrohungen außerhalb des NATO-Gebiets. Strategische Interessen und innenpolitische Zwänge des westlichen Bündnisses. In: Europa-Archiv, Bd. 37 (1982), S. 629–638.
- Rüstungskontrolle: Eine Zwischenbilanz. In: Uwe Nerlich (Hrsg.): Sowjetische Macht und westliche Verhandlungspolitik im Wandel militärischer Kräfteverhältnisse (= Internationale Politik und Sicherheit, Bd. 13). Nomos, Baden-Baden 1982, S. 597–616, ISBN 3-7890-0809-5.
- Towards a new political order in Europe? The role of arms control. In: Daniel Frei (Hrsg.): Sicherheit durch Gleichgewicht. Schulthess, Zürich 1982, S. 77–92, ISBN 3-7255-2213-8.
- Arms control revisited. In: Uwe Nerlich (Hrsg.): The Western panacea. Ballinger, Cambridge, Mass. 1983, S. 153–188, ISBN 0-88410-921-6.
- Europäische Aspekte der amerikanischen Diskussion über ein "Einfrieren" von Kernwaffen. In: Europa-Archiv, Bd. 38 (1983), S. 215–222.
- Nukleare Mittelstreckenwaffen und das politische Gleichgewicht in Europa. In: Europa-Archiv, Bd. 38 (1983), S. 507–516.
- The pattern of nordic security. In: Daedalus, Bd. 111 (1984), S. 195–225.
- Das "Nordische Gleichgewicht" und die Nordflanke. Eine Betrachtung aus norwegischer Sicht. In: Eckart Busch (Red.). Nordeuropa. Ausfalltor der Sowjetunion zu den Weltmeeren (= Schriftenreihe des Deutschen Marine-Instituts, Bd. 8). Mittler, Herford 1985, S. 83–99, ISBN 3-8132-0202-X.
- (Hrsg.): Norwegian foreign policy in the 1980s (= Norwegian foreign policy studies, Bd. 51). Norwegian University Press, Oslo 1985, ISBN 82-00-07296-7.
- (Mithrsg.): Deterrence and defense in the North (= Norwegian foreign policy studies, Bd. 54). Norwegian University Press, Oslo 1985, ISBN 82-00-07298-3.
- Norwegen im Geflecht der Sicherheit Europas. In: Europa-Archiv, Bd. 42 (1987), S. 453–462.